# Bahnstrecke Timișoara–Arad
| Bahnhof Arad |                      |                         |                         |
| Kursbuchstrecke (CFR): | 310                  |                         |                         |
| Streckenlänge: | 57 km                |                         |                         |
| Spurweite: | 1435 mm (Normalspur) |                         |                         |
| Stromsystem: | 25 kV, 50 Hz ~       |                         |                         |
| |                      |                         |                         |
| \| \| \| von Caransebeș \| \| \| \| \| von Jasenovo (bis 1932) \| \| \| \| 0 \| Timișoara Nord \| Timișoara Nord \| \| \| \| nach Cruceni \| \| \| \| \| von Cruceni \| \| \| \| \| nach Szeged \| \| \| \| \| von Szeged \| \| \| \| 4 \| Ronaț Triaj Cabina 1 \| Ronaț Triaj Cabina 1 \| \| \| 5 \| Ronaț Triaj \| Ronaț Triaj \| \| \| 6 \| Ronaț Triaj haltă \| Ronaț Triaj haltă \| \| \| 7 \| Ronaț Triaj Gr. D \| Ronaț Triaj Gr. D \| \| \| \| nach Cenad \| \| \| \| \| Bega Veche \| \| \| \| 13 \| Sânandrei \| Sânandrei \| \| \| \| nach Valcani \| \| \| \| 20 \| Băile Călacea \| Băile Călacea \| \| \| 26 \| Orțișoara \| Orțișoara \| \| \| 33 \| Vinga \| Vinga \| \| \| 40 \| Șagu \| Șagu \| \| \| 46 \| Valea Viilor \| Valea Viilor \| \| \| \| von Periam \| \| \| \| 51 \| Aradul Nou \| Aradul Nou \| \| \| \| Mureș \| \| \| \| \| nach Alba Iulia \| \| \| \| \| von Alba Iulia \| \| \| \| 57 \| Arad \| Arad \| \| \| \| nach Nădlac \| \| \| \| \| nach Szolnok \| \| \| \| \| nach Oradea \| \| |                      |                         |                         |
| Strecke |                      | von Caransebeș          | von Caransebeș          |
| Abzweig geradeaus und ehemals von links |                      | von Jasenovo (bis 1932) | von Jasenovo (bis 1932) |
| Bahnhof | 0                    | Timișoara Nord          | Timișoara Nord          |
| Abzweig geradeaus und nach links |                      | nach Cruceni            | nach Cruceni            |
| Abzweig geradeaus und von links |                      | von Cruceni             | von Cruceni             |
| Abzweig geradeaus und nach links |                      | nach Szeged             | nach Szeged             |
| Abzweig geradeaus und von links |                      | von Szeged              | von Szeged              |
| Haltepunkt / Haltestelle | 4                    | Ronaț Triaj Cabina 1    | Ronaț Triaj Cabina 1    |
| Dienststation / Betriebs- oder Güterbahnhof | 5                    | Ronaț Triaj             | Ronaț Triaj             |
| Haltepunkt / Haltestelle | 6                    | Ronaț Triaj haltă       | Ronaț Triaj haltă       |
| Bahnhof | 7                    | Ronaț Triaj Gr. D       | Ronaț Triaj Gr. D       |
| Abzweig geradeaus und nach links |                      | nach Cenad              | nach Cenad              |
| Brücke über Wasserlauf |                      | Bega Veche              | Bega Veche              |
| Bahnhof | 13                   | Sânandrei               | Sânandrei               |
| Abzweig geradeaus und nach links |                      | nach Valcani            | nach Valcani            |
| Bahnhof | 20                   | Băile Călacea           | Băile Călacea           |
| Bahnhof | 26                   | Orțișoara               | Orțișoara               |
| Bahnhof | 33                   | Vinga                   | Vinga                   |
| Bahnhof | 40                   | Șagu                    | Șagu                    |
| Haltepunkt / Haltestelle | 46                   | Valea Viilor            | Valea Viilor            |
| Abzweig geradeaus und von links |                      | von Periam              | von Periam              |
| Bahnhof | 51                   | Aradul Nou              | Aradul Nou              |
| Brücke über Wasserlauf |                      | Mureș                   | Mureș                   |
| Abzweig geradeaus und nach rechts |                      | nach Alba Iulia         | nach Alba Iulia         |
| Abzweig geradeaus und von rechts |                      | von Alba Iulia          | von Alba Iulia          |
| Bahnhof | 57                   | Arad                    | Arad                    |
| Abzweig geradeaus und nach links |                      | nach Nădlac             | nach Nădlac             |
| Abzweig geradeaus und nach links |                      | nach Szolnok            | nach Szolnok            |
| Strecke |                      | nach Oradea             | nach Oradea             |

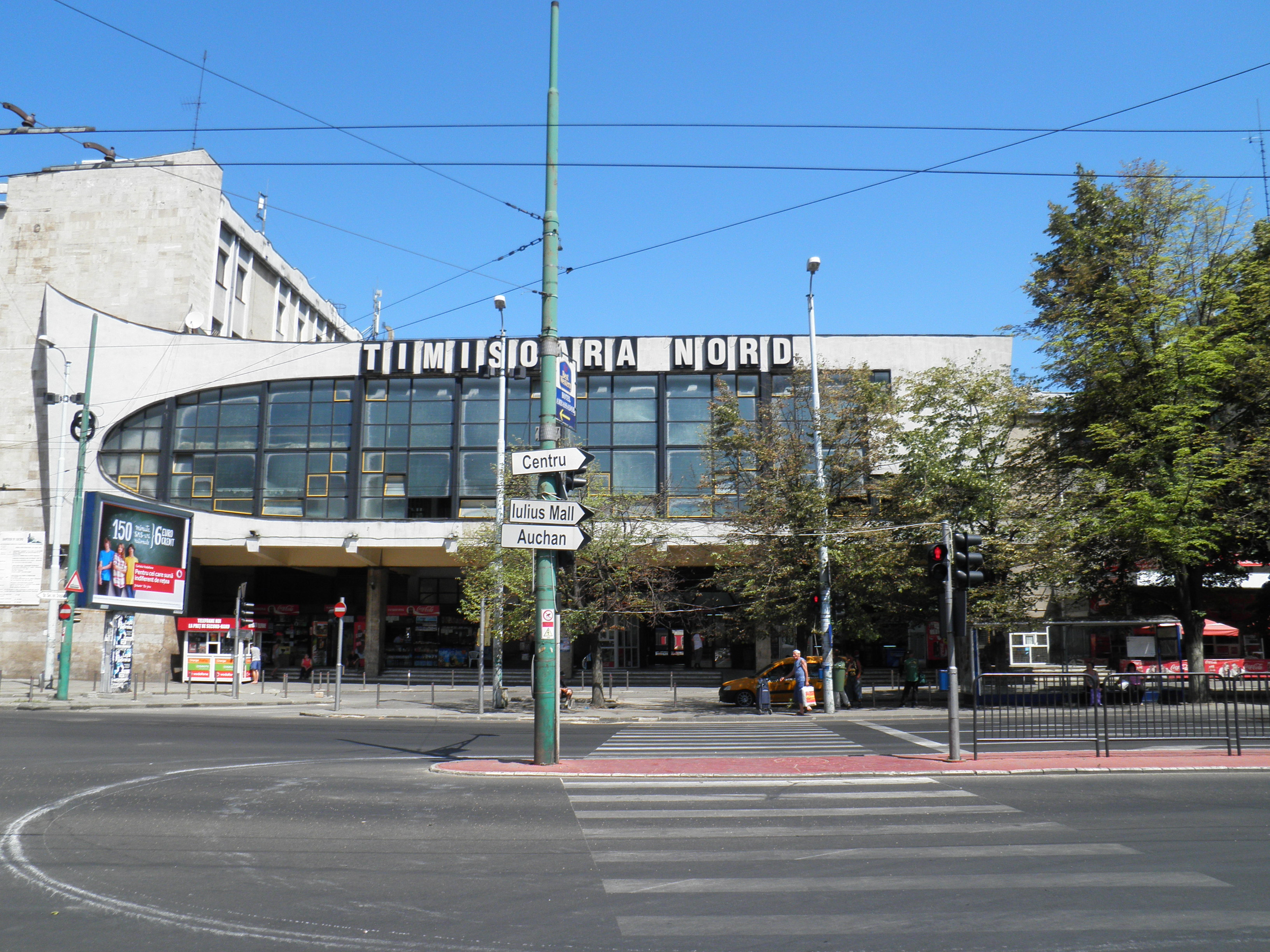
Bahnhof Timișoara Nord

Die Bahnstrecke Timișoara–Arad ist eine 57 Kilometer lange Hauptbahn in Rumänien, die am 6. April 1871 eröffnet wurde.

## Geschichte

### Planung
Im Jahr 1867 beschlossen die ungarischen Behörden, den Bau von Eisenbahnen zu intensivieren. Dadurch wurden ältere Pläne von Imre Mikó, dem Minister für Kommunikation, wieder aufgenommen. Er erstellte einen detaillierten Plan für den Bau des ungarischen Eisenbahnnetzes, in dem die Strecke von Timișoara nach Arad eine wichtige Funktion einnahm. Ein wichtiger Beitrag wurde auch von Georg Klapka geleistet, dem die notwendige politische Unterstützung und die Genehmigung durch das Parlament in Budapest zu verdanken ist. Daraufhin wurde 1868 mit dem Gesetz 38/1868 der Bau der Strecke Timișoara–Arad genehmigt, und die Konzession an eine private Gesellschaft mit beschränkter Haftung vergeben.

### Bau
Der eigentliche Bau begann am 3. Dezember 1868 über eine Länge von ursprünglich 57,2 Kilometern durch ein privates Unternehmen. Die Arbeiten dauerten 16 Monate und die Einweihung fand am 6. April 1871 statt. Die ersten Züge auf dieser Strecke waren gemischte Züge mit einer Reisegeschwindigkeit von nicht mehr als 16 bis 25 km/h. Sie wurden von Dampflokomotiven mit drei gekuppelten Achsen der Kategorie III (MÁV-Baureihe 335) gezogen, die 1869–1870 von der österreichischen Lokomotiv- & Maschinen-Fabrik G. Sigl in Wiener Neustadt gebaut worden waren.

### Betrieb
Durch Eröffnung der hier behandelten Strecke erhielt das im Banat liegende Timișoara, das bereits seit 1857 via Szeged an das Eisenbahnnetz angebunden war, über die Bahnstrecke Szolnok–Arad eine weitere Verbindung mit der ungarischen Hauptstadt Budapest. Betreiber der Strecke war von 1871 bis 1891 die Arad-Temesvári Vasúttársaság. Mit der Verstaatlichung der Gesellschaft kam die Strecke zur Magyar Államvasutak (MÁV). Nach dem Ersten Weltkrieg kam die Strecke, wie auch das ganze Banat, unter rumänische Verwaltung, und damit zur Căile Ferate Române (C.F.R.), die sie bis heute betreibt.

### Elektrifizierung
In den 1960er Jahren strebten die kommunistischen Behörden die Elektrifizierung der wichtigsten Bahnstrecken im ganzen Land an, um die Eisenbahn zu modernisieren. Die Priorität lag dabei auf den Kursbuchstrecken 900 von Bukarest über Caransebeș nach Timișoara und 200 von Bukarest über Deva und Arad zur Staatsgrenze bei Curtici. Die Strecke Timișoara–Arad verbindet diese beiden Magistralen und wurde deshalb am 15. September 1975 ebenfalls elektrifiziert.
Die Strecke ist durchgehend eingleisig und wird von den C.F.R. als Kursbuchstrecke 310 im Regional- und Fernverkehr betrieben.